# 화천군의회
화천군의회는 강원특별자치도 화천군 지역을 관할하는 기초의회이다.